# Tourismus in Argentinien

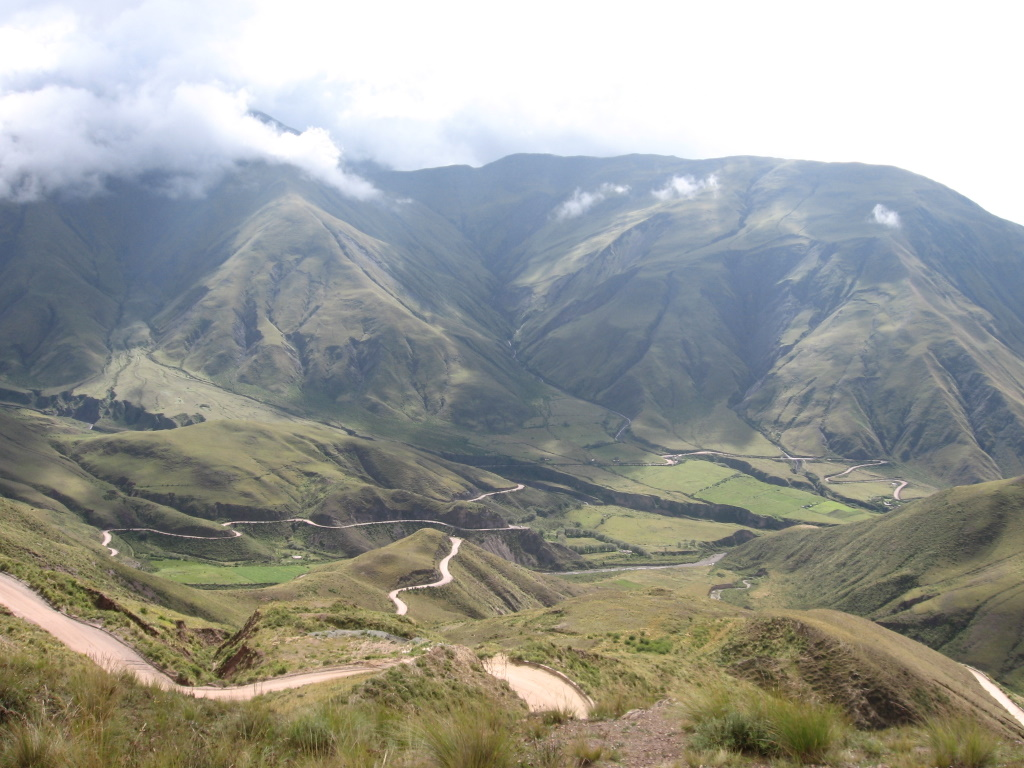
Valles Calchaquíes

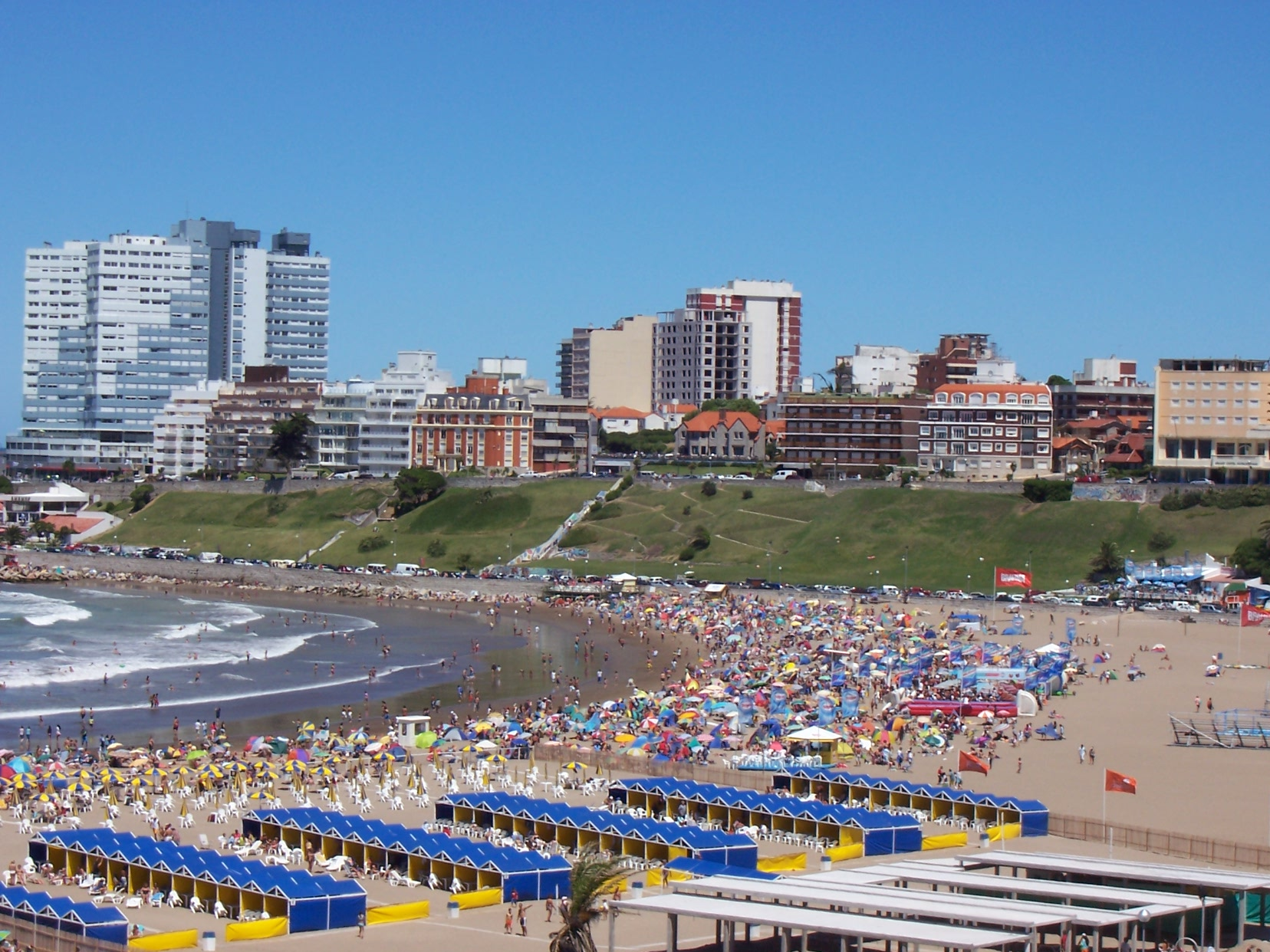
Das Seebad Mar del Plata

Der Tourismus in Argentinien ist heute in vielen Gebieten des Landes einer der Hauptzweige des Dienstleistungsgewerbes. Er findet vor allem in Gebieten nahe der Küste sowie in den zahlreichen verschiedenen, attraktiven Landschaften statt, wegen derer das Land auch bei Besuchern aus dem Ausland beliebt ist.
Anders als in vielen anderen Schwellenländern gab es in Argentinien schon seit Ende des 19. Jahrhunderts Tourismus, der von den Einwohnern des Landes selbst getragen wurde. Dies hängt mit der reichen Vergangenheit und der traditionell starken Mittelschicht des Landes zusammen, die auch heute noch den Großteil des Tourismus trägt. Der Tourismus aus dem Ausland unterliegt dagegen Schwankungen, die im Wesentlichen mit dem Wechselkurs der Währung und dem damit verbundenen Preisniveau zu tun haben. So kam es in Zeiten von Abwertungen (insbesondere 1987–1990 sowie nach 2002) zu einer Zunahme des Zustroms ausländischer Touristen.

## Charakteristika

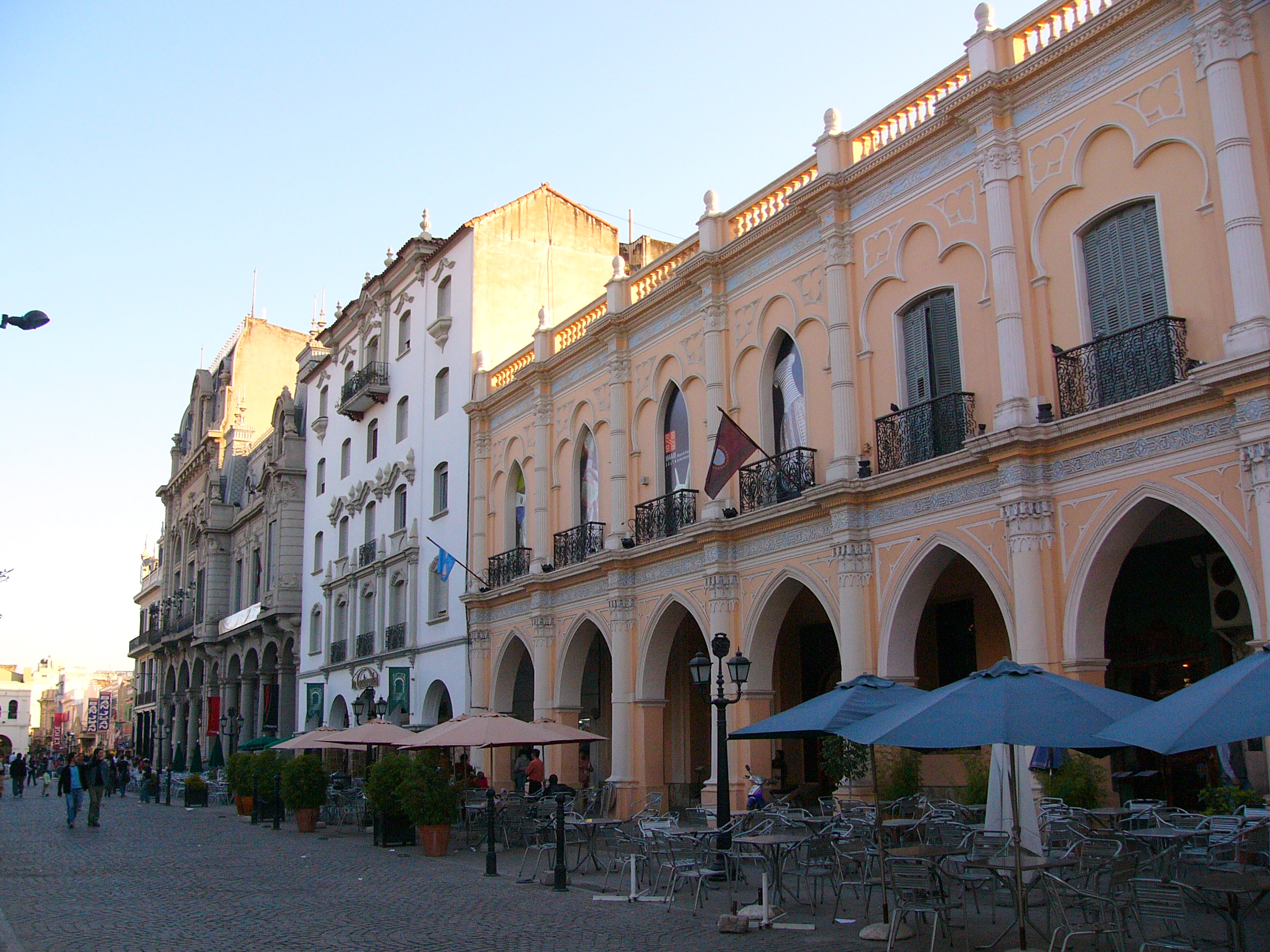
Salta

Der größte Teil des Tourismus in Argentinien fällt auf die Sommerferien, die zwischen Mitte Dezember und Anfang März liegen. Dabei ist der Monat Januar traditionell der mit den höchsten Urlauberzahlen, da dann auch die Angestellten in den öffentlichen Diensten Urlaub haben und viele Behörden geschlossen sind oder nur mit wenig Personal arbeiten. Die Städte sind zu dieser Zeit oft wie ausgestorben. Eine Besonderheit ist, dass viele Betriebe ihren Beschäftigten in sogenannten quincenas (15-Tage-Perioden) Urlaub geben; so ist jeder Monat in zwei "Quincenas" eingeteilt. Zusätzliche Urlaubstage werden im Winter oder nahe den Feiertagen vergeben.
Die zweite Saison sind die Winterferien (zwei bis drei Wochen im Juli). In dieser Zeit werden klimabedingt die eher im Norden liegenden Feriengebiete besucht (z. B. Córdoba, Salta, Misiones), doch auch die Badeorte am Atlantik verzeichnen zu dieser Zeit einige Besucher. Eine dritte Saison ist die Osterwoche (März/April), in der oft die höchsten Übernachtungsquoten insgesamt verzeichnet werden, da sie sich an vier Tagen ballt. Des Weiteren sind die langen Wochenenden bei beweglichen Feiertagen sowie die Termine verschiedener Feste (z. B. Karneval im Nordwesten und Nordosten, Oktoberfest in Villa General Belgrano, Pachamama-Feste, der Día de la Primavera oder Tag des Studenten am 21. September etc.) beliebt für Kurzurlaube.
Eine Besonderheit ist der Turismo estudiantil, der Klassenfahrten-Tourismus. Die Schüler machen normalerweise in der 7. und 12. Klasse jeweils eine Fahrt, die in der Nebensaison stattfindet. Das bei weitem beliebteste Ziel ist dabei San Carlos de Bariloche, aber auch Villa Carlos Paz und Mar del Plata sind populär. Für diese Orte ist diese Art des Tourismus trotz der relativ niedrigen Ausgaben der Schüler attraktiv, da so die Hotels weitgehend das ganze Jahr lang ausgelastet werden können.

## Bedeutende touristische Gebiete

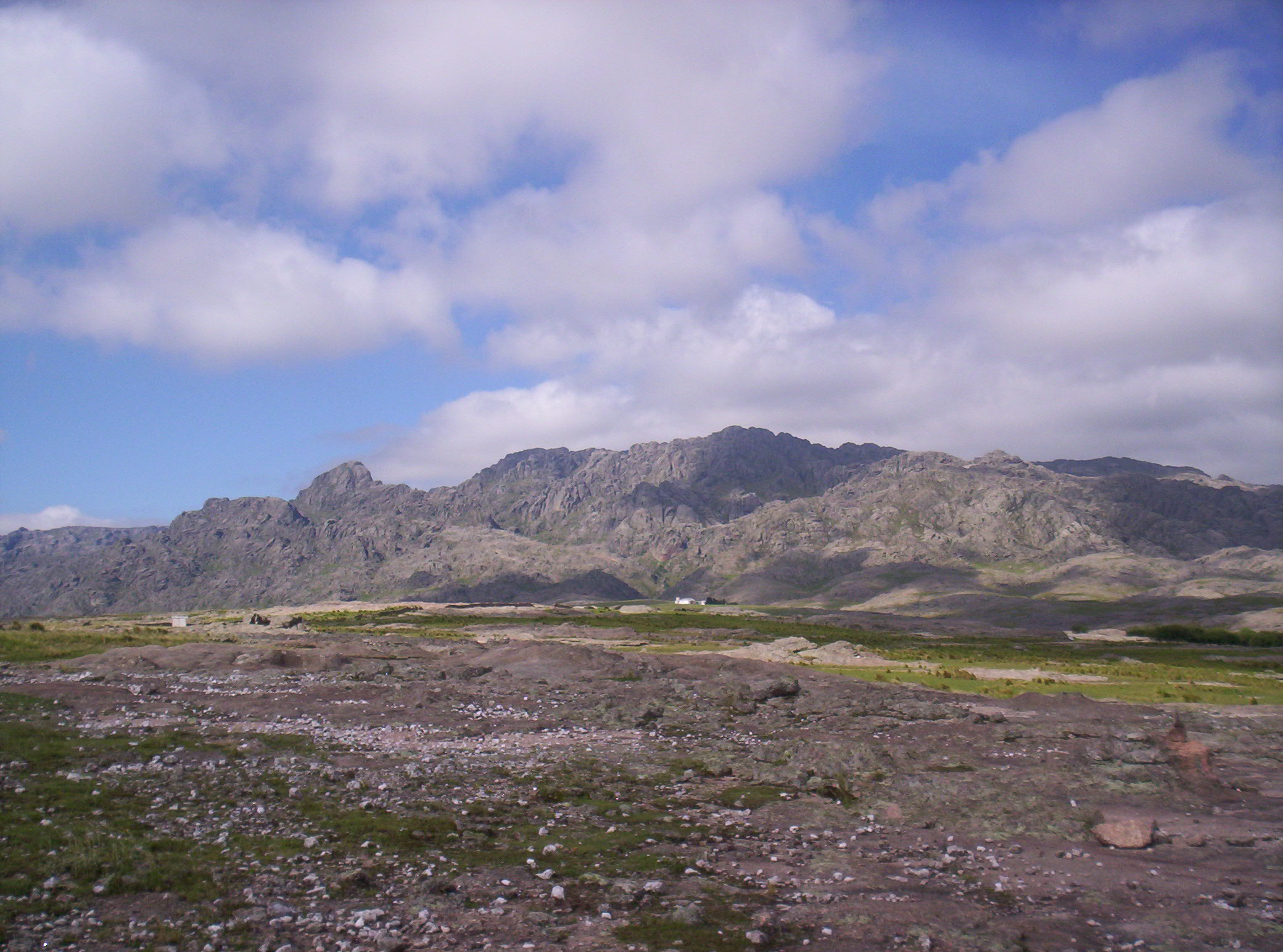
Los Gigantes, einer der höchsten Berge der Sierras de Córdoba

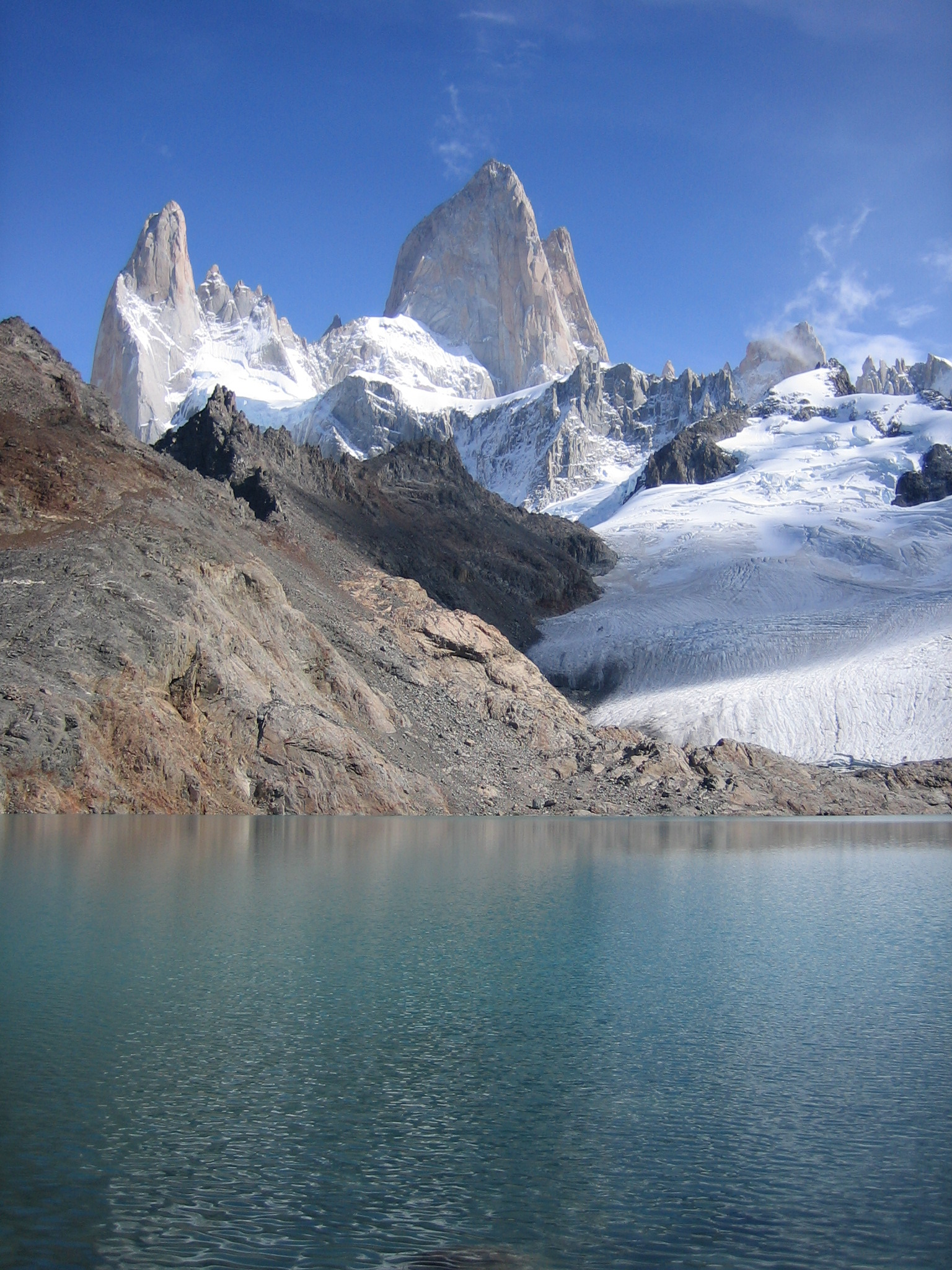
Gletscherlandschaft in den Südanden

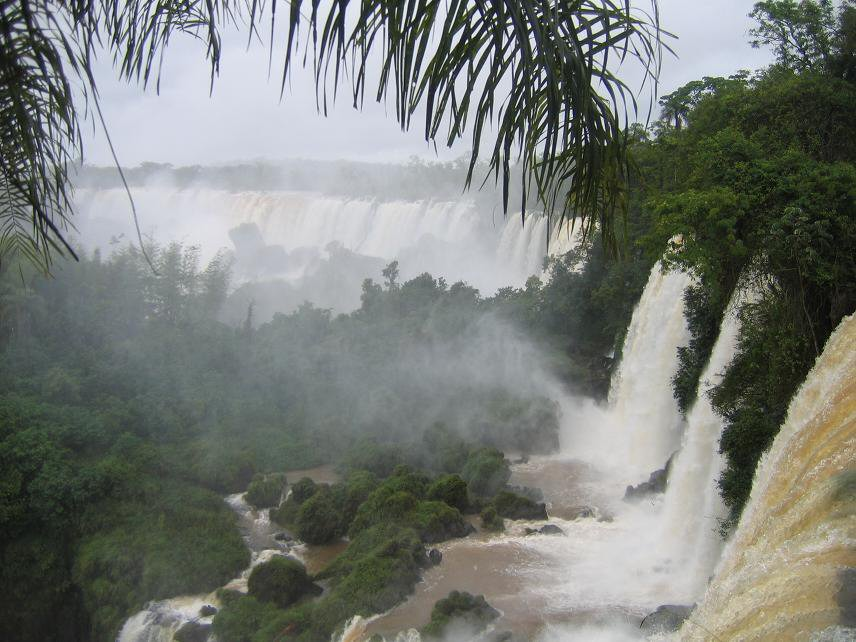
Wasserfälle von Iguazú, Misiones

Der Tourismus konzentriert sich in Argentinien auf relativ kleine, begrenzte Gebiete. Die bedeutendsten sind die Atlantikküste der Provinz Buenos Aires mit ihren Badeorten, die Gegend um die Sierras de Córdoba in Zentralargentinien sowie die Anden in Patagonien.

### Atlantikküste der Provinz Buenos Aires
Die Atlantikküste der Provinz Buenos Aires war das erste nennenswerte Touristengebiet in Argentinien. Die Entwicklung begann Ende des 19. Jahrhunderts in Mar del Plata, das bis heute das größte und beliebteste Seebad des Landes ist. Weitere Orte zogen im Laufe des 20. Jahrhunderts nach. Die Region hat infolge dieser Entwicklung heute eine exzellente Infrastruktur mit einer weitgefächerten Hotellerie und Gastronomie sowie einem stark ausgebauten Verkehrsnetz (u. a. Autobahnanbindung an Buenos Aires). Etwa 4 Millionen Gäste besuchen die Region pro Jahr, wobei die Inländer in der Überzahl sind; die meisten Touristen kommen aus der relativ nahen Hauptstadt Buenos Aires und ihren Vororten. Die Region bekommt allerdings seit den 1980er Jahren zunehmend Konkurrenz von südlicher gelegenen Strandbädern.
Beliebte Touristenorte in der Region sind neben Mar del Plata Necochea, Villa Gesell, Pinamar, Miramar und die Atlántida Argentina, eine durchgehende Kette von Badeorten an der Mündung des Río de la Plata, dessen Zentrum Santa Teresita ist. Der Schwerpunkt liegt dabei zwischen der Atlántida und Mar del Plata, also auf dem nördlichen Teil des Küstenstreifens. Die Küste weiter südlich ist dagegen noch von kleinen Badeorten wie Monte Hermoso bestimmt, hier gibt es noch weite unbebaute Küstenabschnitte.

### Sierras de Córdoba
Die Sierras de Córdoba, eine Gegend von Mittelgebirgen bis 3.000 m Höhe, stiegen seit den 1930er Jahren zum zweitbedeutendsten Fremdenverkehrszentrum des Landes auf. Das erste Hotel wurde in La Calera in der unmittelbaren Umgebung der Stadt Córdoba eröffnet, weitere Städte wie Río Ceballos zogen nach. In der zweiten Hälfte des 20. Jahrhunderts verlagerte sich der Schwerpunkt jedoch auf weiter von der Provinzhauptstadt entfernte Gebiete, insbesondere Villa Carlos Paz, das heute das Zentrum des Tourismus in der Region ist.
Wichtige Orte sind neben Villa Carlos Paz Cosquín, La Falda, Villa Giardino, Santa Rosa de Calamuchita, Mina Clavero und Villa General Belgrano sowie zahlreiche weitere. Es gibt auch einen Nationalpark, den Nationalpark Quebrada del Condorito. Von Rucksacktouristen werden insbesondere die Orte San Marcos Sierras und Playa de los Hippies besucht, zwei alte Hippie-Kolonien.

### Südanden
Die südlichen Anden sind bereits seit Anfang des 20. Jahrhunderts als Touristenziel bekannt. Schon 1922 wurde im Westen der Provinz Río Negro bei San Carlos de Bariloche der Parque Nacional del Sud gegründet, heute bekannt als Nationalpark Nahuel Huapi. Heute wird die Region, insbesondere die Stadt Bariloche selbst, sowie San Martín de los Andes von etwa einer Million Touristen pro Jahr besucht. Ein weiteres Schwerpunktgebiet ist das Gebiet um den Nationalpark Los Glaciares in der südlichen Provinz Santa Cruz, in dem die größten Gletscher außerhalb der Polargebiete zu besichtigen sind. Dieses Gebiet befindet sich seit den 1980er Jahren in einem starken Aufschwung, so wuchs der Touristenort El Calafate von 3.000 Einwohnern im Jahr 1991 auf geschätzte 18.000 im Jahr 2005. Eine ähnliche Entwicklung läuft die erst 1988 gegründete Retortenstadt El Chaltén durch, die heute ein Zentrum des Bergsteiger- und Trekkingtourismus ist.

### Misiones
Die Provinz Misiones ist insbesondere wegen der stellenweisen intakten Regenwälder, aber vor allem wegen der Wasserfälle von Iguazú ein bedeutendes Touristenziel, wobei hier der Schwerpunkt allerdings bei Kurzzeitbesuchern liegt. Das Gebiet um die Wasserfälle hat eine sehr große Anzahl von Unterkunftsmöglichkeiten und Gastronomie und wird auch von vielen Ausländern besucht. Oft werden Rundtouren angeboten, die neben den Wasserfällen auch Besichtigungen der Ruinen der Jesuitenmission San Ignacio Miní beinhalten.

### Nordwestargentinien

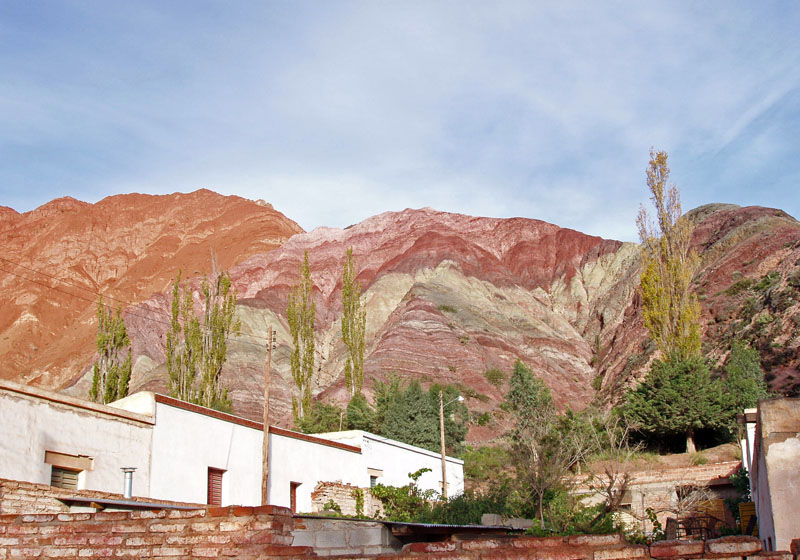
Purmamarca und Cerro de los Siete Colores

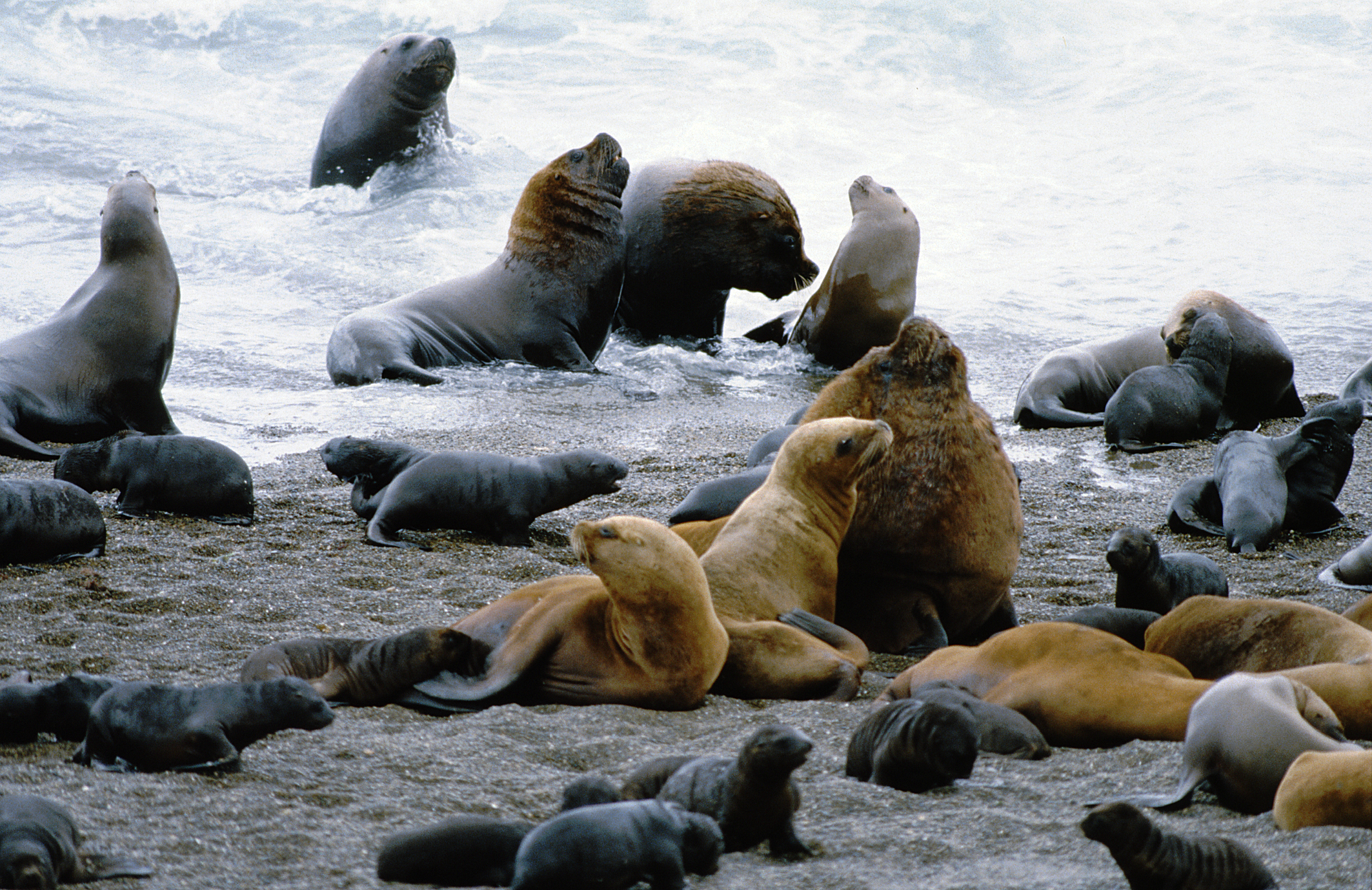
Mähnenrobben auf der Halbinsel Valdés

La Boca ist eine der größten Touristenattraktionen von Buenos Aires

Der Nordwesten des Landes ist vor allem in den letzten drei Jahrzehnten zu einem weiteren touristischen Schwerpunkt Argentiniens geworden. Touristische Hauptstadt der Gegend ist Salta mit seiner berühmten kolonialen Architektur. Aber auch die alten Kolonialstädte Iruya, Humahuaca, Purmamarca und Tilcara in der gleichnamigen landschaftlich sehr attraktiven Schlucht Quebrada de Humahuaca, sowie die Orte Cafayate, Cachi und Santa María del Yocavil im Tal Valle Calchaquí werden von vielen in- und ausländischen Touristen besucht. Nordwestargentinien gilt als Hochburg des Rucksacktourismus in Argentinien, viele junge Argentinier sowie eine recht hohe Anzahl von Ausländern reisen von dort aus nach Bolivien und Peru weiter.

### Patagonische Atlantikküste
Die patagonische Atlantikküste ist ebenfalls erst seit wenigen Jahrzehnten ein touristischer Schwerpunkt des Landes und erlebt immer noch einen regelrechten Boom. Das bekannteste Ziel ist die Halbinsel Valdés im Norden der Provinz Chubut mit einer großen Vielfalt an Meerestieren (Seelöwen, Wale, Pinguine) sowie das benachbarte Puerto Madryn, das gleichzeitig Ausgangspunkt für Touren auf die Halbinsel als auch Badeort ist. Die Badeorte dieser Gegend sind weit voneinander entfernt; deshalb macht die Natur der Region insgesamt noch einen intakten Eindruck, was von immer mehr Touristen geschätzt wird. Es gibt allerdings Pläne, insbesondere in Río Negro, eine asphaltierte Küstenstraße zu bauen und entlang dieser Route Ferienkolonien zu errichten.
Neben Puerto Madryn sind die wichtigsten Badeorte Las Grutas in Río Negro sowie Playa Unión und Rada Tilly in Chubut. Alle anderen Küstenorte sind noch klein und relativ unbedeutend, wachsen jedoch ebenfalls stetig an. Viele haben den Vorteil, einen Badeurlaub mit Besichtigung der lokalen Tierwelt verbinden zu können, auch sind die Küsten Patagoniens landschaftlich mit Hügeln und Steilküsten oft attraktiver als die der Provinz Buenos Aires, im Golfo San Matías ist sogar die Wasser- und Lufttemperatur deutlich höher als dort.

### Buenos Aires
Auch die Stadt Buenos Aires ist ein wichtiges Touristenziel im Land, sowohl von Bewohnern des Landesinneren als auch von den Ausländern, die Argentinien besuchen (von denen etwa 80 % die Stadt besichtigen). Sie zählt etwa eine Million Besucher im Jahr und hat eine ausgezeichnete, auch auf ausländische Besucher ausgerichtete touristische Infrastruktur.

### Feuerland

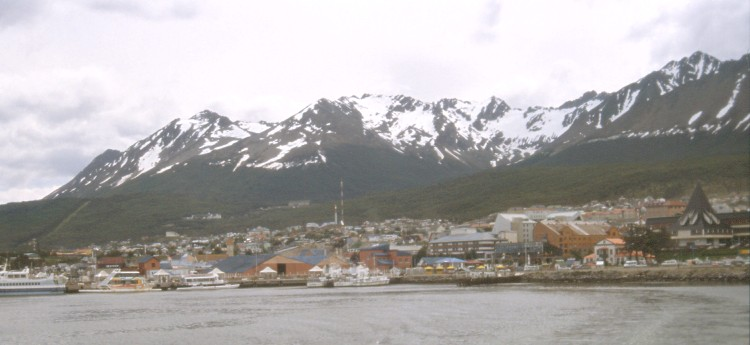
Ushuaia vom Beaglekanal

Ein aufstrebendes Reiseziel ist weiterhin die Insel Feuerland an der Südspitze Argentiniens und dort insbesondere die landschaftlich attraktive Umgebung von Ushuaia, der Hauptstadt der Provinz Tierra del Fuego und südlichste größere Stadt der Welt (nur das kleine Puerto Williams in Chile liegt noch etwas südlicher). Dort befindet sich auch der südlichste Nationalpark Argentiniens, der Nationalpark Tierra del Fuego, mit einer Wald-, Moor- und Parklandschaft in den letzten Ausläufern der Anden.

### Wintersportzentren
In den Anden gibt es mehrere Wintersportzentren. Dabei liegt der Schwerpunkt auf den Südanden. Folgende Zentren (von Nord nach Süd) haben eine Infrastruktur für Skifahrer:
- Los Penitentes in der Provinz Mendoza, in unmittelbarer Umgebung des Aconcagua
- Las Leñas im Süden von Mendoza, bekannt als mondänster Wintersportort Argentiniens
- Caviahue im Norden der Provinz Neuquén
- Skipark bei Villa Pehuenia in der Provinz Neuquén
- Cerro Chapelco bei San Martín de los Andes (Provinz Neuquén)
- Cerro Catedral bei San Carlos de Bariloche (Provinz Río Negro)
- Perito Moreno bei El Bolsón (Provinz Río Negro)
- La Hoya bei Esquel (Provinz Chubut)
- Valdelén bei Río Turbio (Santa Cruz)
- Cerro Castor bei Ushuaia (Provinz Tierra del Fuego)

### Sonstige Reiseziele

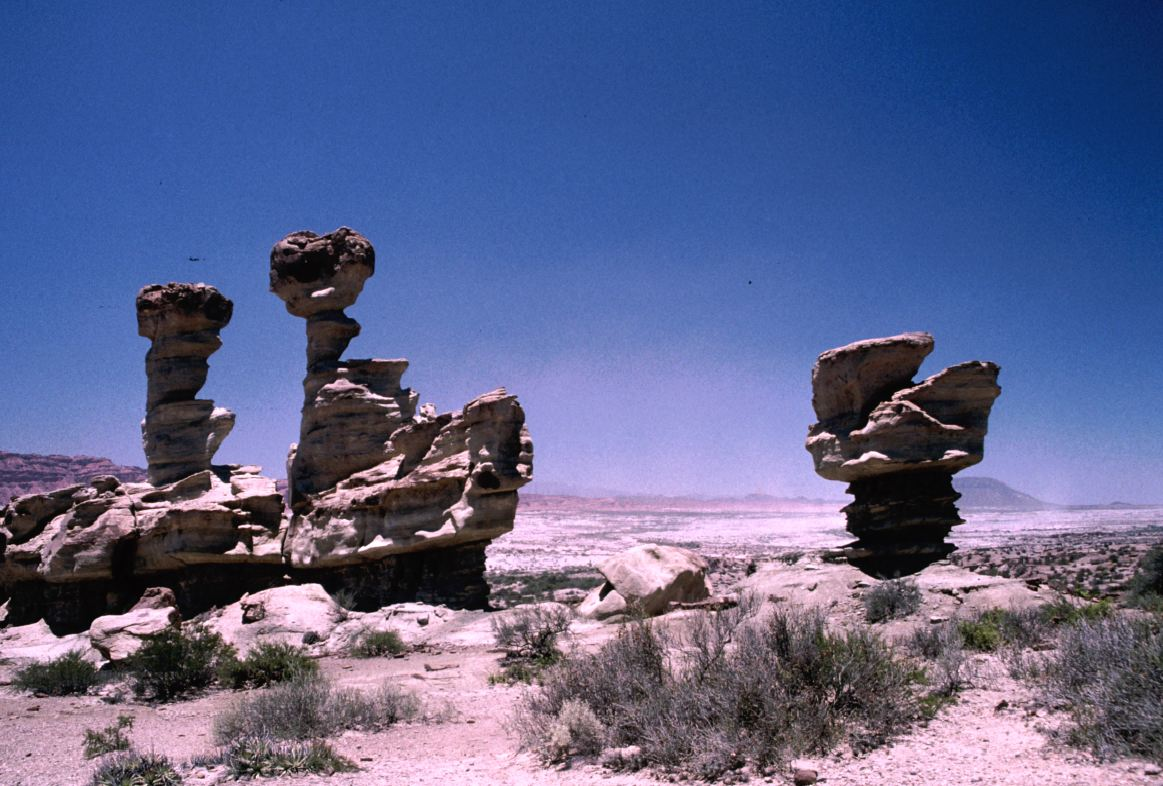
Steinformationen im Parque Provincial Ischigualasto

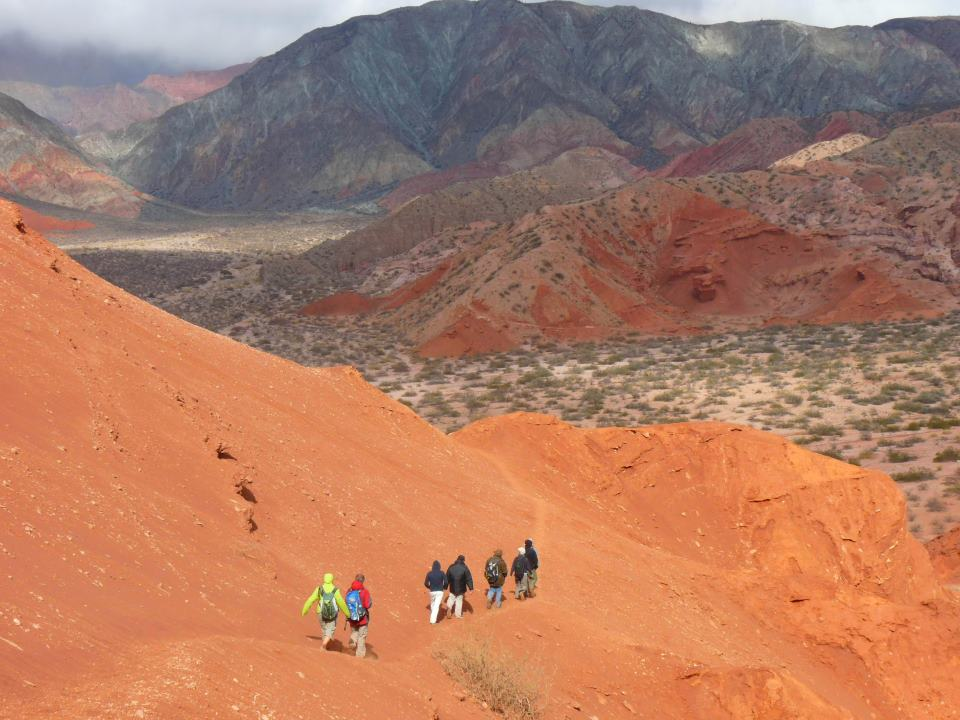
Cafayate

Obwohl nahezu alle Provinzen sich mittels gezielter Kampagnen um Tourismus bemühen, gibt es außerhalb der genannten Gebiete und Orte kaum einen wirklichen Massentourismus im Land. Dennoch gibt es in fast allen Orten heute eine ausreichende Infrastruktur für Besucher mit einfachen Unterkunftsmöglichkeiten.
Zu nennen sind außerhalb der genannten Gebiete noch folgende Orte:
- Tolar Grande (Salta)
- Uspallata und Puente del Inca (Aconcagua-Gebiet) (Mendoza)
- Barreal – Provinz San Juan
- Talampaya und Ischigualasto (Provinzen San Juan und La Rioja)
- Chilecito und Sierra de Famatina (Provinz La Rioja)
- El Rodeo und Balcozna (Provinz Catamarca)
- Stausee Escaba (Tucumán)
- Villa Nougués / San Javier (Tucumán)
- Tafí del Valle / Stausee El Mollar / Amaicha del Valle / Quilmes (Tucumán)
- Sierras de San Luis (Provinz San Luis)
- Miramar / Mar Chiquita (Provinz Córdoba)
- Villa Río Bermejito (Provinz Chaco)
- Empedrado (Provinz Corrientes)